# Filip Sertić
Filip Sertić (Zagreb, 24. svibnja 1991.) je hrvatski kazališni, televizijski i filmski glumac.

## Životopis
Filip Sertić rođen je u Zagrebu 1991. godine. Završio je Akademiju dramske umjetnosti u Zagrebu u klasi Krešimira Dolenčića. 
Poznat je po ulogama u serijama "Crno-bijeli svijet" (kao Darko Rundek) i "Nemoj nikom reći" te filmu "Za ona dobra stara vremena".

## Filmografija

### Televizijske uloge
- "Sjene prošlosti" kao profesor (2024.)
- "Blago nama" (2020.)
- "Nemoj nikom reći" (2017.)
- "Crno-bijeli svijet" kao Darko Rundek (2015. – 2019.)

### Filmske uloge
- "Posljednji Srbin u Hrvatskoj" kao izbjeglica #2 (2019.)
- "Za ona dobra stara vremena" kao Tomislav (2018.)
- "Odgoj mladeži" kao član mladeži (2018.)
- "Deep Fried (Pržen)" kao Filip (2017.)
- "Blaženi Augustin Kazotić" kao sudionik dokumentarca (2008.)

## Ostalo

### Skladatelj
- "Dani ludila" (2018.) - dokumentarac
- "Hrvatska k(raj) na zemlji) (2006.) - kratki video dokumentarac

### Zvučni odjel
- "Ana trg" (2015.) - kratki dokumentarac